# Моряк
Моря́к — работник морского транспорта или военнослужащий военно-морского флота. В другом источнике указано что «моряк (м.) морского сословья, кто во флоте, или на купеческих судах». Ранее — мореход, мореплаватель.
В зависимости от выполняемых функций (или специализации) моряки могут быть разделены на более точные должности и профессии, например:
- Командир корабля (капитан)
  - Старший механик
    - Электромеханик
    - 2-й механик (на западном флоте) — обеспечивает эксплуатацию и обслуживание технических средств трюмных систем, контролирует наличие запасов топлива, смазочных масел, воды
    - 3-й механик — отвечает за работу дополнительных двигателей
    - 4-й механик — отвечает за палубные механизмы и систему вентиляции
    - мотористы

  - Старший помощник
    - Судовой врач (на советском флоте)
    - 1-й штурман («политрук» на советском флоте)
    - 2-й штурман — отвечает за погрузку-разгрузку, загруженность трюмов, их чистоту и безопасность
    - 3-й штурман
    - 4-й штурман — (практикант на западном флоте) отвечает за электронавигационные приборы
    - 5-й штурман — (на советском флоте) обеспечивает противопожарную безопасность судна
    - Боцман
      - старшие матросы
      - младшие матросы

    - Кок (шеф-повар)
      - 2-й повар
      - Стюарды (буфетчики)

В зависимости от того, в какую команду (службу, часть) моряк входит на судне (или корабле), он принадлежит к этой или нескольким командам, например, палубной команде.
По данным на 2015 год в международном судоходстве на судах мирового флота было занято примерно 1 545 000 моряков. Основными поставщиками рабочей силы в мировом судоходстве были: Китай (243 635 моряков), Филиппины (215 500),  Индонезия (143 702), Россия (87 061), Индия (86 084) и Украина (69 000). Моряки из Греции и Японии, в основном, занимают командные должности, тогда как моряки из Индонезии, Пакистана и Филиппин чаще работают в качестве лиц рядового состава.
В течение 1980-х годов наблюдался бурный рост числа государств так называемых «удобных флагов», всё больше судов выводили из-под национального флага и всё больше судовладельцев стали нанимать более дешёвые экипажи, в частности, из стран Азии. Международная федерация транспортных рабочих (МФТ) борется с нарушениями прав моряков на судах под «удобными флагами». В 1981 году МФТ учредила фонд моряков МФТ —  благотворительную организацию, зарегистрированную в Великобритании. По соглашениям «голубого сертификата» судовладельцы платили в этот фонд 174 долларов за человека в год. Из фонда моряков оплачивали услуги портовых инспекторов МФТ и выделяли отдельные дотации на нужды повышения благосостояния моряков. Если судно не имело «голубого сертификата», то мог быть организован его бойкот действовавшими в порту членскими союзами МФТ, чтобы предотвратить его погрузку, разгрузку или обслуживание, пока судовладелец не примет условий федерации.
В 2006 году была принята конвенция о труде в морском судоходстве (MLC), которая вступила в силу в августе 2013 года. 22 августа 2013 года произошло первое в мире задержание судна в соответствии с положениями этой конвенции, судно Hydra Warrior было задержано инспекцией государственного портового надзора Transport Canada в городе Сет-Иль за невыплату заработной платы, незаконные трудовые договоры и нарушения сертификата системы управления безопасностью. Всего в 2013 году за различные нарушения прав моряков (задолженность по заработной плате, неправильное начисление денежных средств членам экипажей, несоответствие отчётов о часах отдыха моряков конвенции ПДНВ, отсутствие контрактов о найме или их некорректное заполнение) было задержано 160 судов.
Профессия моряка остаётся весьма опасной. По данным Росстата за 2019 год моряки были на пятом месте среди всех профессий по коэффициенту смертности (29,1 на 100 тысяч занятых).